# Europeiska försäkrings- och tjänstepensionsmyndigheten
Europeiska försäkrings- och tjänstepensionsmyndigheten (engelska: European Insurance and Occupational Pension Authority, Eiopa) är en av Europeiska unionens tre tillsynsmyndigheter för finansväsendet inom ramen för Europeiska systemet för finansiell tillsyn. Den är tillkommen efter finanskrisen 2008-2009 på basis av EU-direktiv 1094/2010.
Eiopa leds av en tillsynsstyrelse (Board of Supervisors). Ordföranden och den verkställande direktören leder det dagliga arbetet.